# Lorenzo Bregno

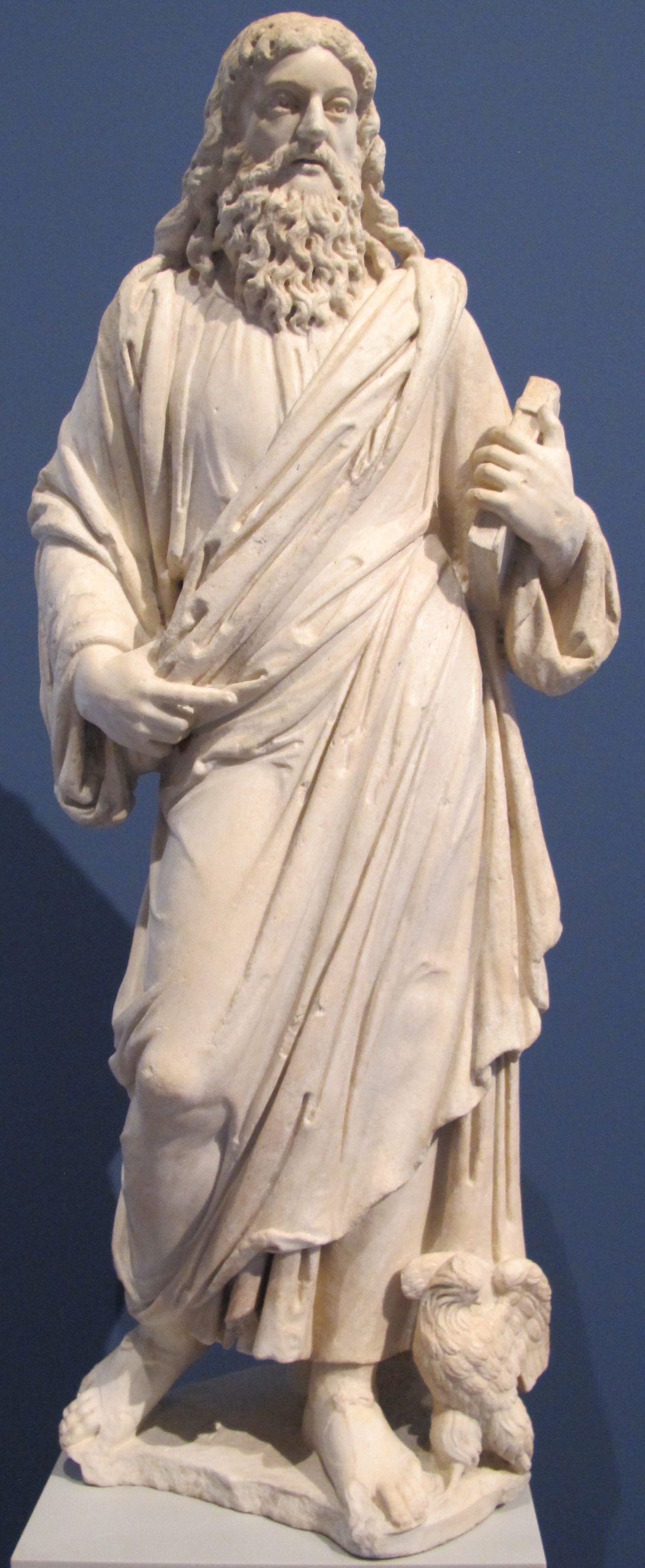
San Giovanni Evangelista (1510 ca.), Bode-Museum

Lorenzo Bregno (Osteno, 1475/1485 circa – Venezia, 1523) è stato uno scultore italiano.

## Biografia
Figlio di Paolo, pure scultore, fratello di Giovanni Battista; si hanno scarse notizie sugli anni apprendistato, ma sicuramente segue il padre sui vari cantieri veneti (Padova, Treviso), ed è probabile sia avvenuta nell'ambito di Pietro Lombardo.
Iniziò la sua carriera nella bottega del fratello, dove inizia a farsi un nome scolpendo la statua di San Paolo (1508-1513) e i bassorilievi con gli Evangelisti nei pennacchi della cupola (1511-1514) della Cappella del Santissimo Sacramento del Duomo di Treviso, a cui Giambattista stava lavorando. Questi morì nel 1514, e Lorenzo ne ereditò la bottega.
Nel duomo di Cesena gli venne commissionato da Vincenzo Toschi, su disposizione testamentaria del cognato Camillo Verardi, morto nel 1505, il trittico, ricomposto e ricollocato nella navata di sinistra, raffigurante i Santi Cristoforo, Leonardo ed Eustachio (1514-1517). La statua centrale rappresenta San Leonardo, eremita francese, protettore dei carcerati: nella mano sinistra infatti regge i ceppi dei prigionieri, nella destra mostrava le manette, ora scomparse. La statua di destra è quella di Sant'Eustachio, cavaliere romano con il piccolo cervo inginocchiato secondo la leggenda del santo, a sinistra vi è la figura di San Cristoforo, dalla modellatura classica e possente, con sulla spalla il Bambin Gesù. 
A Treviso, nella chiesa di Santa Margherita, gli venne commissionato l'altare di San Sebastiano (1515-1516), i cui elementi ora sono sparsi: la statua di San Sebastiano nel Duomo di Treviso, il rilievo con la Madonna con il Bambino e due angeli, che la sormontava, nel Museo di Belle Arti di Budapest, mentre la struttura architettonica è stata spostata nella chiesa di San Leonardo, a chiudere la nicchia contenente il fonte battesimale. 
Nel 1516 gli venne commissionato un rilievo col miracolo del marito geloso per l'Arca del Santo nella Basilica di Sant'Antonio, a Padova. Nonostante nel 1520 il contratto venne riconfermato, morì senza averlo eseguito. La commissione passerà a Giovanni Rubino, detto Dentone. 
Tuttavia le maggiori opere le fece a Venezia, dove risiedeva. Nella Basilica di San Marco, eseguì su commissione dei Procuratori di San Marco de supra l'altare della Croce (1518). A Santa Marina eseguì l'altar maggiore, le cui statue laterali (Santa Maria Maddaela e Santa Caterina) sono ora inglobate nel Monumento ad Andrea Vendramin di Tullio Lombardo, a San Zanipolo, mentre quella centrale, rappresentante Santa Marina, si trova al Seminario Patriarcale. Ai Frari scolpisce la Tomba di Benedetto Pesaro, che serve come maestoso ornamento all'ingresso della sagrestia. Di questo monumento, sicuramente opere sue sono l'effige di Pesaro, la Madonna col Bambino nella lunetta e la statua, a grandezza naturale, di Nettuno, che affianca il ritratto del defunto, mentre quella di Marte, sul lato opposto, è attribuibile al fiorentino Baccio da Montelupo. Insieme a Tullio Lombardo, lavorò all'altare del Santo Sepolcro, nell'omonima chiesa, ora ricollocato a San Martino, in cui si occupò della pala scultorea, con le statue di San Giovanni Battista e di San Pietro e la lunetta con il Cristo in Pietà. 
L'opera di Bregno fu fondamentale per l'approdo del rinascimento maturo nella scultura veneta, superando il neoclassicismo rigido imposto da Tullio Lombardo.